# Brisbane Bullets
O Brisbane Bullets é uma uma equipe profissional de basquetebol masculino australiano que disputa a National Basketball League (NBL). Foi fundado em 1979 tornando-se um dos dez fundadores e sagrando-se campeão da NBA em três ocasiões (1985, 1987 e 2007). Atualmente mandam seus jogos na Brisbane convention com capacidade para 4.000 e 14.500 espectadores.

## Histórico de Temporadas
| Temporada                                                                      | Nível | Liga | Pos. | J     | PL  | Resultado  |
| ------------------------------------------------------------------------------ | ----- | ---- | ---- | ----- | --- | ---------- |
| 2006-07                                                                        | 1     | NBL  | 1    | 28-5  |     | Campeão    |
| 2007-08                                                                        | 1     | NBL  | 3    | 20-10 | 2-1 | Semifinais |
| Por problemas financeiros, o clube esteve fora das competições entre 2008-2017 |       |      |      |       |     |            |
| 2016-17                                                                        | 1     | NBL  | 8    | 10-18 |     |            |
| 2017-18                                                                        | 1     | NBL  | 8    | 9-19  |     |            |

fonte:australiabasket.com

### Títulos

#### NBL
Campeão (3):1985, 1987, 2007
Finalista (3):1984, 1986, 1990

Aparições em Playoffs (21):1980, 1981, 1984-1988, 1990, 1992-1999, 2003-04, 2004-05, 2005-06, 2006-07, 2007-2008

## Ligações Externas
- Brisbane Bullets no Facebook
- Brisbane Bullets no X
- Brisbane Bullets no Instagram
- Canal de Brisbane Bullets no YouTube
- Brisbane Bullets no australiabasket.com
- Brisbane Bullets no nbl.com.au